# نپال در المپیک تابستانی ۲۰۲۴
کاروان المپیکی نپال، یکی از کاروان‌های شرکت‌کننده در بازی‌های المپیک تابستانی ۲۰۲۴ بود. این دوره از بازی‌ها از ۲۶ ژوئیه تا ۱۱ اوت ۲۰۲۴ (۵ تا ۲۱ امرداد ۱۴۰۳ خورشیدی) به میزبانی پاریس، پایتخت فرانسه برگزار شد. این حضور، پانزدهمین حضور نپال پس از نخستین حضور در سال ۱۹۶۴ بود. این کاروان، یکی از کاروان‌هایی است که تاکنون موفق به کسب هیچ مدالی در المپیک نشده است.

## شرکت‌کنندگان
فهرست زیر به ورزشکاران این کاروان اشاره دارد.
| ورزش         | مردان | زنان | مجموع |
| ------------ | ----- | ---- | ----- |
| دو و میدانی  | ۰     | ۱    | ۱     |
| بدمینتون     | ۱     | ۰    | ۱     |
| جودو         | ۰     | ۱    | ۱     |
| تیراندازی    | ۰     | ۱    | ۱     |
| شنا          | ۱     | ۱    | ۲     |
| تنیس روی میز | ۱     | ۰    | ۱     |
| مجموع        | ۳     | ۴    | ۷     |